# Wolfgang Ratzek
Wolfgang Ratzek (* 8. November 1951 in Berlin; † 27. November 2014) war seit 2000 Professor für BWL für Informationseinrichtungen, insbes. Marketing und Personalmanagement an der Hochschule der Medien Stuttgart.

## Leben
Mitte der 1960er Jahre absolvierte  Ratzek eine Lehre zum Werkzeugmacher (in Norwegen) und fuhr danach auf einem norwegischen Schiff zur See. Von 1982 bis 1986 studierte er mit dem Abschluss des Magisters Informationswissenschaft und Skandinavistik an der Freien Universität Berlin. 1991 folgte die Promotion am FB Kommunikationswissenschaften an der FU Berlin (Gernot Wersig). Vor der Berufung an die Hochschule der Medien Stuttgart war er (von 1988 bis 2000) in führenden Positionen in den Bereichen Marketing, Personal- und Unternehmensberatung sowie als Dozent tätig. Seit 2000 lehrte Ratzek an der Hochschule der Medien Stuttgart im Studiengang Bibliotheks- und Informationsmanagement.

## Forschungsschwerpunkte
Die Forschungsschwerpunkte von Wolfgang Ratzek waren Informationsmanagement, Marketing sowie Personalentwicklung. Er arbeitete an Projekten in Kooperation mit Bibliotheken und Medienunternehmen.

## Publikationen (Auswahl)
- Content-Management. Inhalt plus Zufriedenheit gleich Erfolg. Wiesbaden 2013
- Social Media. Eine Herausforderung für Bibliotheken, Politik, Wirtschaft und Gesellschaft. Wiesbaden 2012
- … and what comes after the information technology. In: Ronald Kaiser: Library Success with Web 2.0 services. Berlin 2012, S. 105–135.
- Lobbyarbeit für Information Professionals (Sammelband). Bad Honnef 2010
- The European Approach Towards Digital Library Education: Dead End or Recipe for Success? In: Handbook of Research on Digital Libraries: Design, Development and Impact. Edited by Yin-Leng Theng, Schubert Foo, Dion Goh Hoe Lian, Jin-Cheon Na. Hershey PA 2008 (Feb. 2009)
- Wirtschaftsförderung und Standortentwicklung durch Informationsdienstleistungen. Das unterschätzte Potenzial von Bibliotheken. Berlin 2008.
- Manga für Bibliotheken: Geschichte – Themen – Bestandsaufbau. Berlin 2008.
- Schäfer, Manuela: TV-Wissensmagazine – Ein innovatives Thema für Öffentliche Bibliotheken". Berlin 2008
- Wissenszentren – intellektualnyj centr – Beispiele deutsch-russischer Bibliothekskooperationen. Berlin 2008
- Kaiser, Ronald; Ratzek, W.: Einführung in die Filmproduktion für Informationseinrichtungen – Von der Idee zum Produkt. In: BFP 3/2007
- Änderungen der Wirtschaftskultur erfordern neue Formen der Zusammenarbeit. Initiativen für deutsch-polnische Zusammenarbeit (Zmiany kultury gospodarczej wymagają nowych form współpracy. Inicjatywy dla polsko-niemieckiej współpracy). In: Informationsbedürfnisse der deutsch-polnischen Zusammenarbeit: Wirtschaft – Recht – Recht – Bildung – Kultur. Hrsg. v. Gabriela Ahnis; Hans Gerd Hapel; Celina Kwiatek-Mach; Grażyna Twardak. Berlin 2007
- „Ihre Bibliothek wird geschlossen! Was nun?“ Workshop mit Claudia Lux zum Üben kreativer politischer Strategien. In. BuB 5/2007
- Nationaler IT-Gipfel im Hasso-Plattner-Institut Potsdam. IT-Branche fordert mehr IT für alle. In: Information – Wissenschaft und Praxis 2/2007
- Ko, Young-Man; Ratzek, W.: Der Weg der Republik Korea vom Schwellenland zum Global Player:Science – Technology – Information. In: Information – Wissenschaft und Praxis 2/2007.
- Inszenierung von Wirklichkeit. Manipulation als Gestaltungselement von Welt. In: Kopf-Kino – Gegenwartsliteratur und Medien. Festschrift für Volker Wehdeking zum 65. Geburtstag. Hrsg. von Lothar Bluhm und Christine Schmitt. Trier 2006, S. 343–359.
- Bibliotheken als Instrument der Standortentwicklung. In BuB 9/2006.
- RFID – Ein weiterer Baustein in der ubiquitous und pervasive Computing-Strategie. In: B.I.T.online 2/2006
- Bachelor, Diplom, Fachwirt und andere Scheingefechte. In: BuB 4/2006
- Die Bibliotheken mit Leben füllen. Kundennahe Dienstleistungen als Überlebenschance. In: BuB 3/2006
- Förg, E.; Gottmanns, E.; Ratzek, W.; Rothe, N.;Schnitker, T.: Manga – Ein kulturelles und wirtschaftliches Phänomen. In: BuB 01/2006
- Georgy, Ursula; Ratzek, W.: Launch of a Campaign for Image Building of the Bachelor’s Degree in Library and Information Science (LIS) in Germany. In: The 14th BOBCATSSS Symposium in Tallinn: Information, Innovation, Responsibility: The Information Professional in the Network Society, Proceedings Copenhagen 2006, pp. 248–252
- Characteristics of German Library Science: Sharing Lessons Learnt with the International Community? In: Proceeding of the Asian-Pacific Conference on Library & Information Education and Practice. Singapore (April 2006).